# Gridalo!
Gridalo! è il primo album pubblicato nel 2004 dei No Relax, un gruppo musicale ska punk della Spagna formatosi nel 2005.
Pubblicato con la Incontrolable Records su CD viene distribuito in due lingue (italiano e spagnolo), anche se in Italia sono ancora poco conosciuti tengono già concerti nei principali festival rock.

## Tracklist
1. Continuerò (2:31)
2. Buonanotte (2:25)
3. Gridalo (3:16)
4. Al macello (1:52)
5. Super acqua (2:48)
6. Sparatevi un colpo (2:21)
7. Fottiti (2:26)
8. Se mi consentirá (2:28)
9. Eccesso decesso (3:04)
10. Nessun Rimpianto (2:29)
11. Il filósofo e il cardinale (4:08)
12. Sotto Processo (2:47)
13. Sin Arreglo (3:32)
14. Dejavou (0:13)